# Pernegg (Dolní Rakousy)
Pernegg (česky Pernek) je městys v Rakousku ve spolkové zemi Dolní Rakousy v okrese Horn. Žije v něm 709 obyvatel (podle sčítání z roku 2016).

## Poloha
Pernegg se nachází v severní části spolkové země Dolní Rakousy v regionu Waldviertel. Leží asi 8 km severně od okresního města Horn. Prochází jím silnice B4, která vede ze Stockerau přes Maissau a Horn až do Gerasu, kde se napojuje na silnici B30. Rozloha území městysu činí 36,6 km², z nichž 43,3% je zalesněných.

### Členění
Území městyse Pernegg se skládá z osmi částí (v závorce uveden počet obyvatel k 1. 1. 2015):
- Etzelsreith (30)
- Lehndorf (česky Levín) (33)
- Ludweishofen (61)
- Nödersdorf (82)
- Pernegg (česky Pernek) (198)
- Posselsdorf (85)
- Raisdorf (138)
- Staningersdorf (česky Staňkov, též Stanikov) (82)

## Historie
První zmínka o obci Pernegg pochází z roku 1112 z kroniky kláštera sv. Jiří.
Klášter Pernegg (česky Horní Pernek) byl založen v roce 1153 hrabětem Ulrichem II. z Perneggu, jako ženský. V 15. století byl vypleněn Husity. Roku 1644 byl převeden na klášter mužský. Komplex od zničení prodělal řadu oprav.
V roce 1230 získala obec tržní právo a stala se městysem.

## Osobnosti
- Boček z Jaroslavic a ze Zbraslavi majitel panství Pernegg

## Fotogalerie

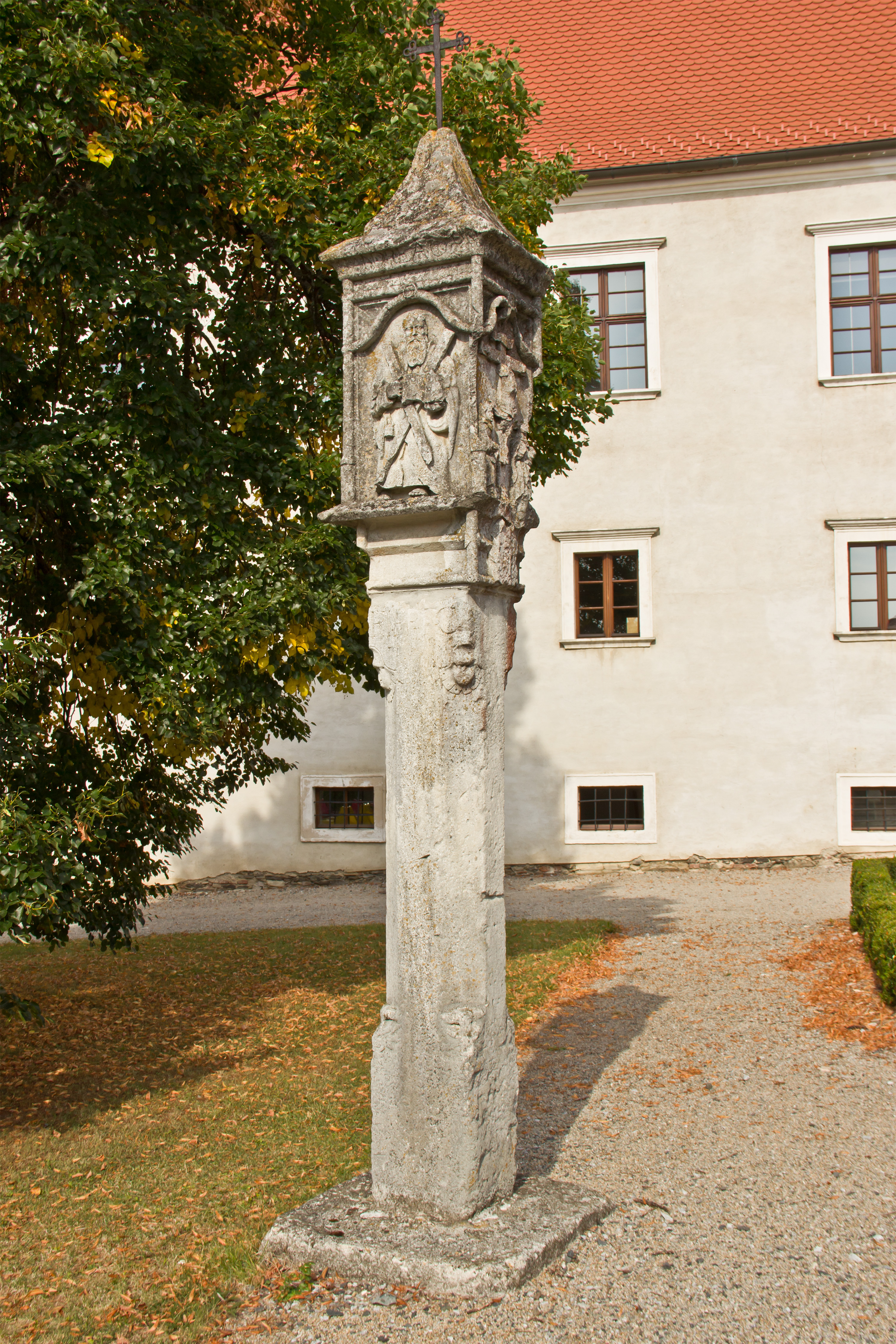
Klášter Pernegg
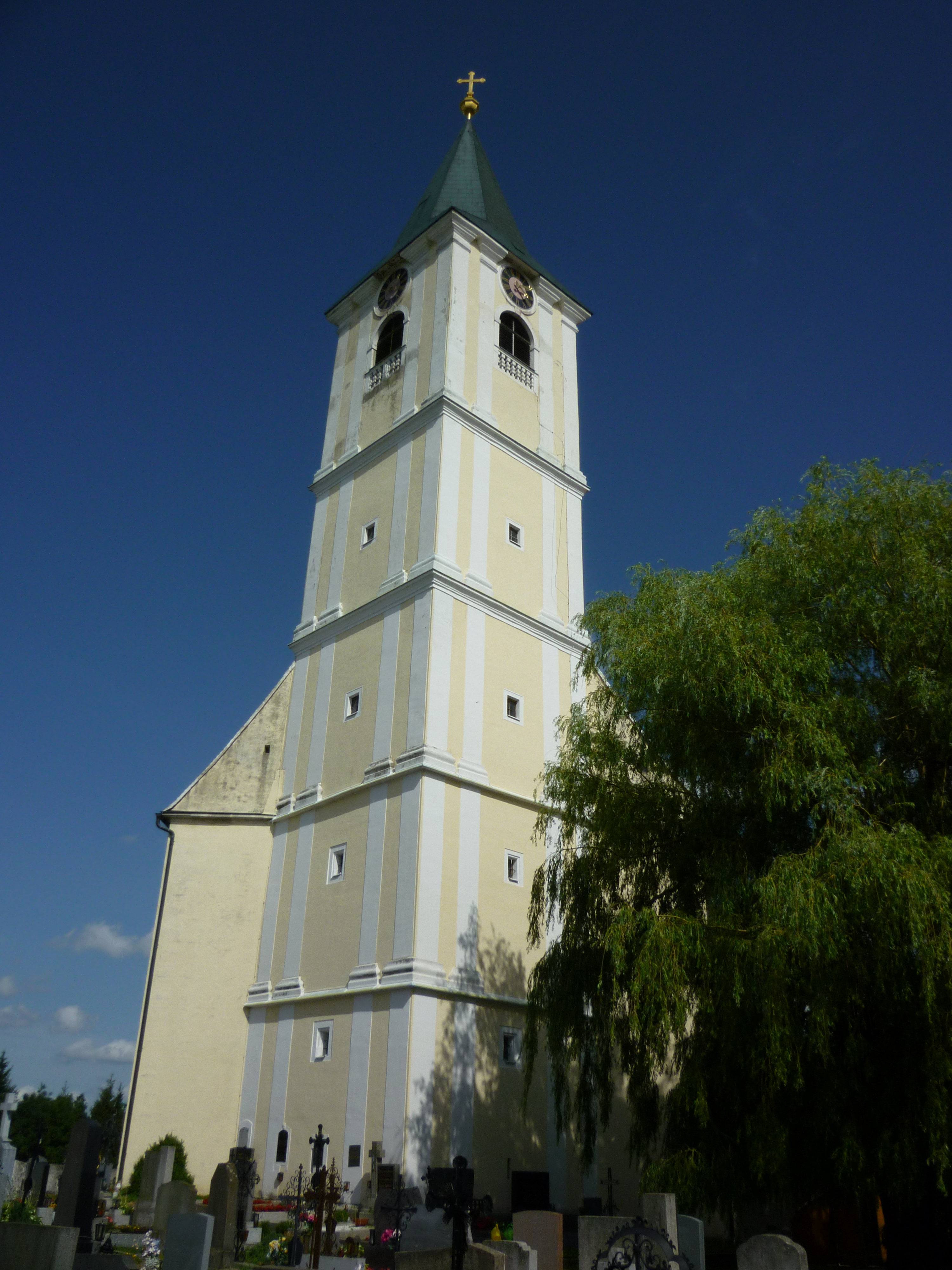
Klášterní kostel v Perneggu
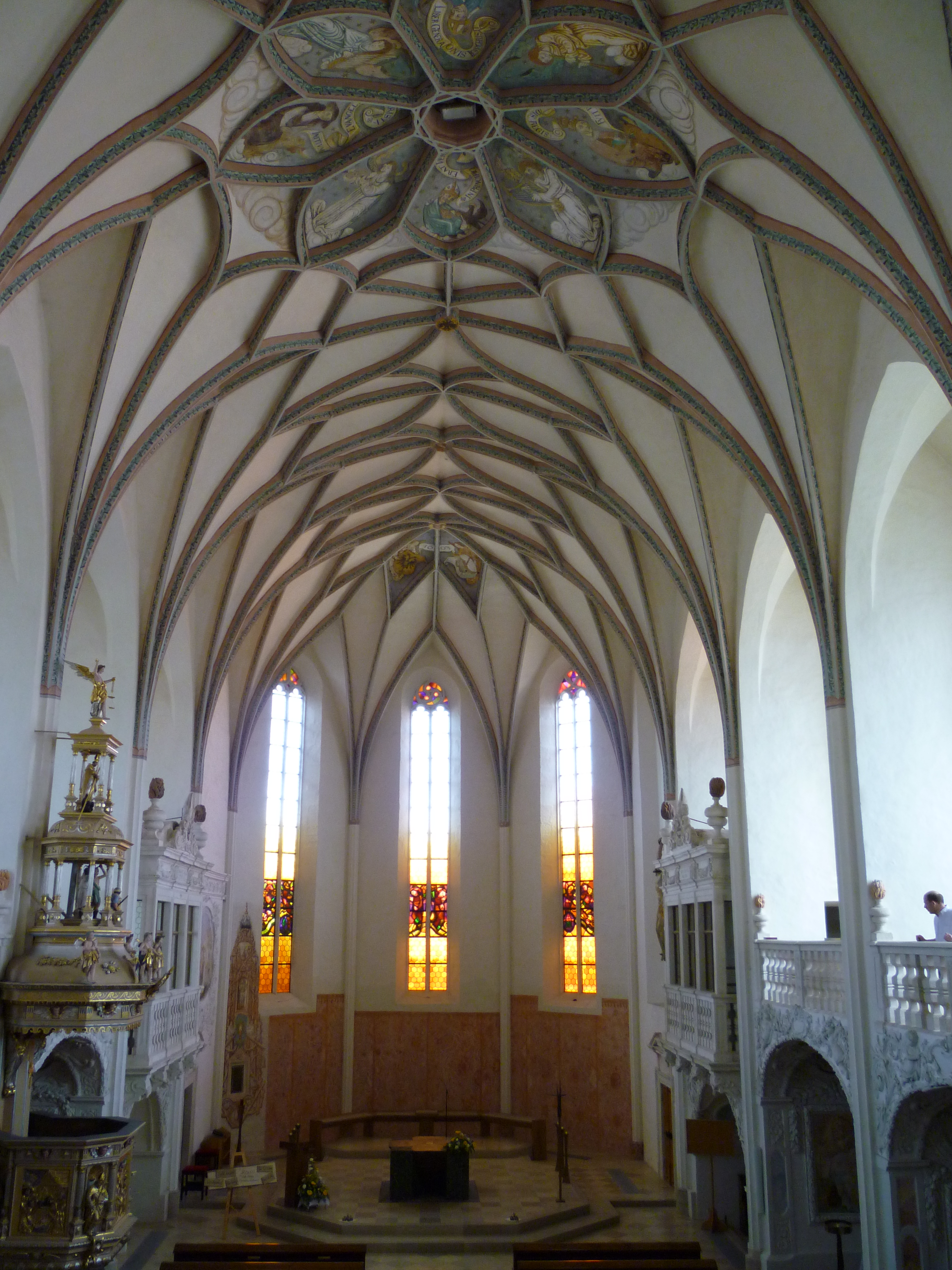
Klášterní kostel v Perneggu (interiér)
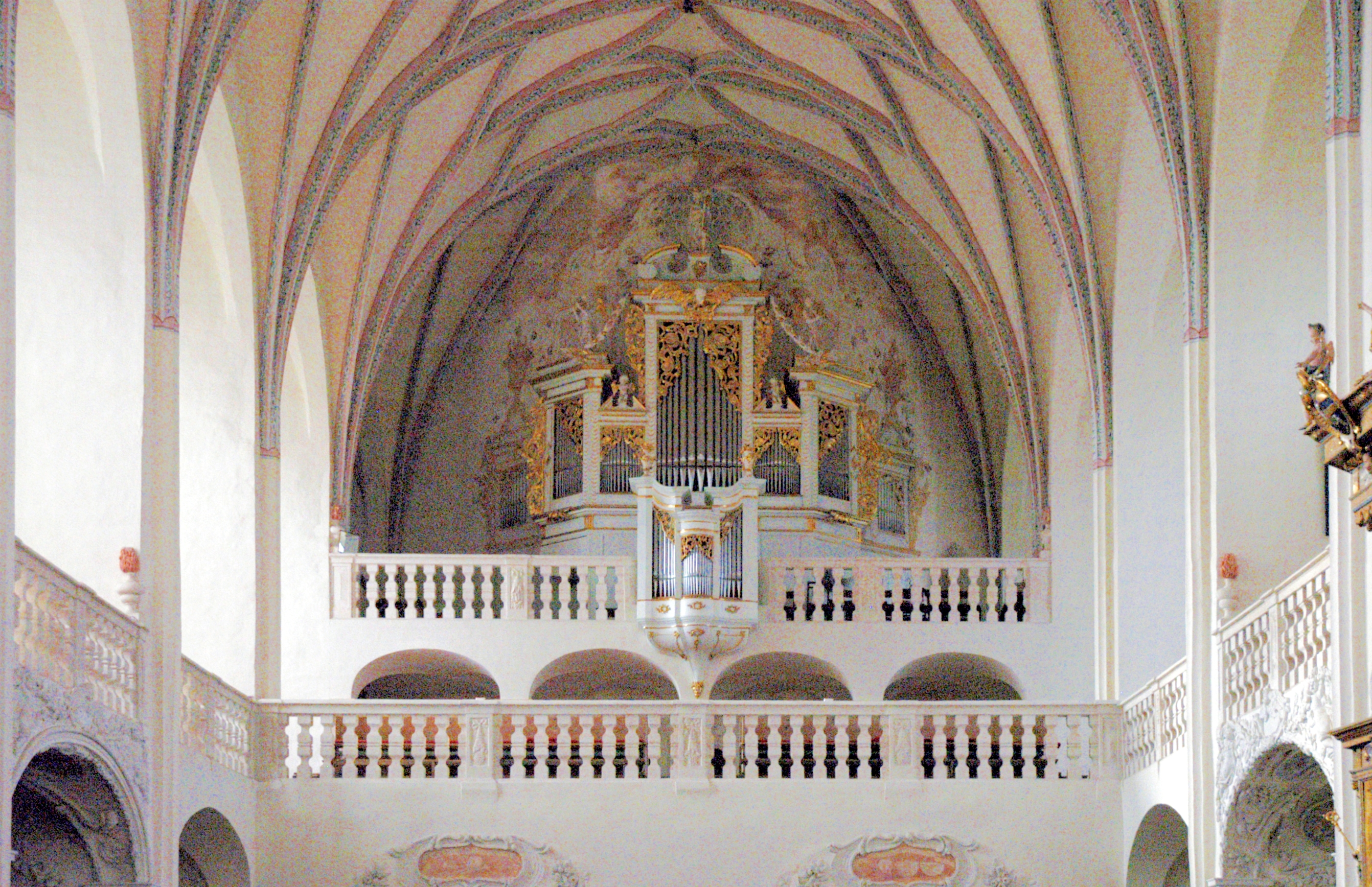
Klášterní kostel v Perneggu (interiér)
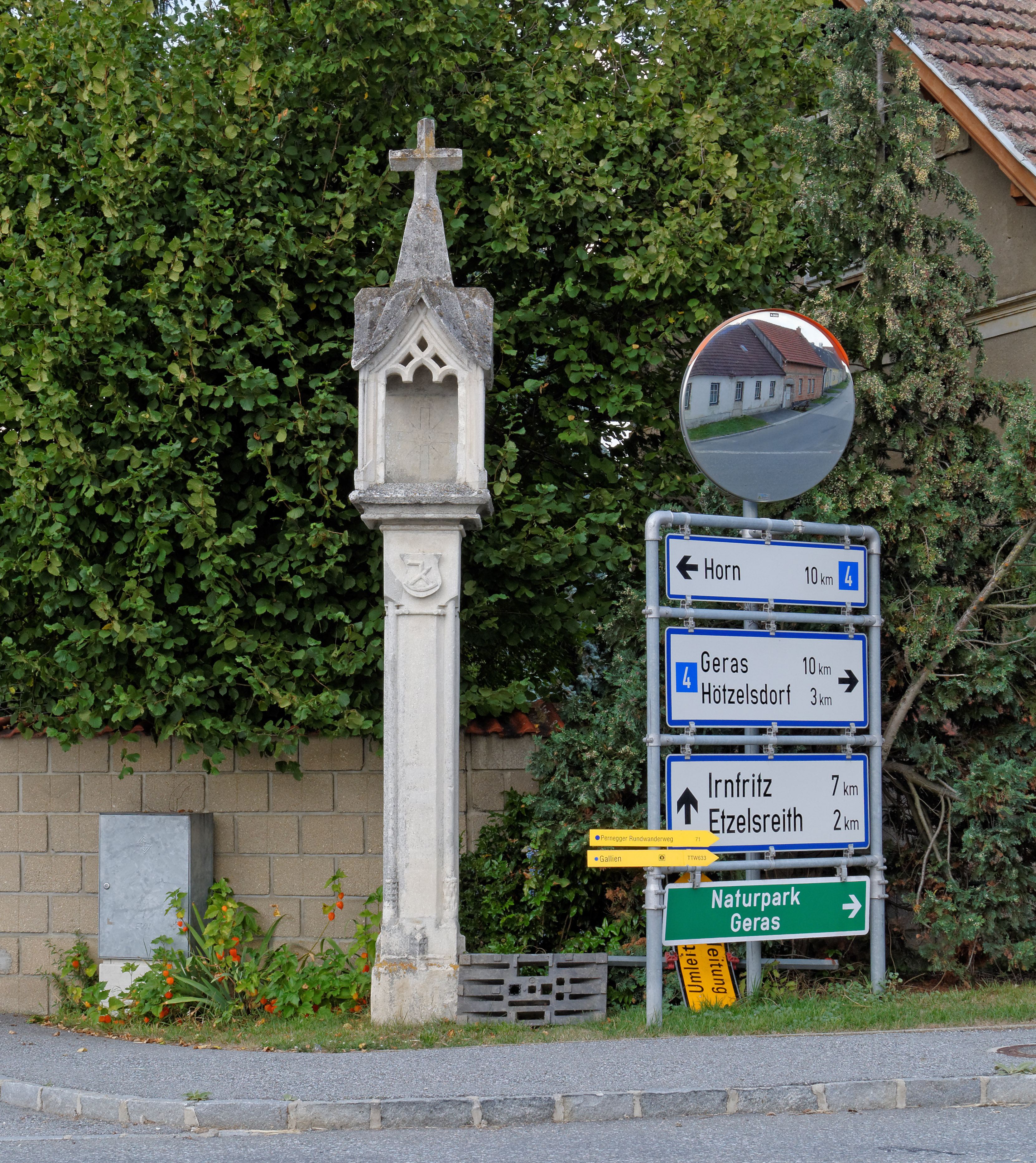
Rozcestník v Perneggu
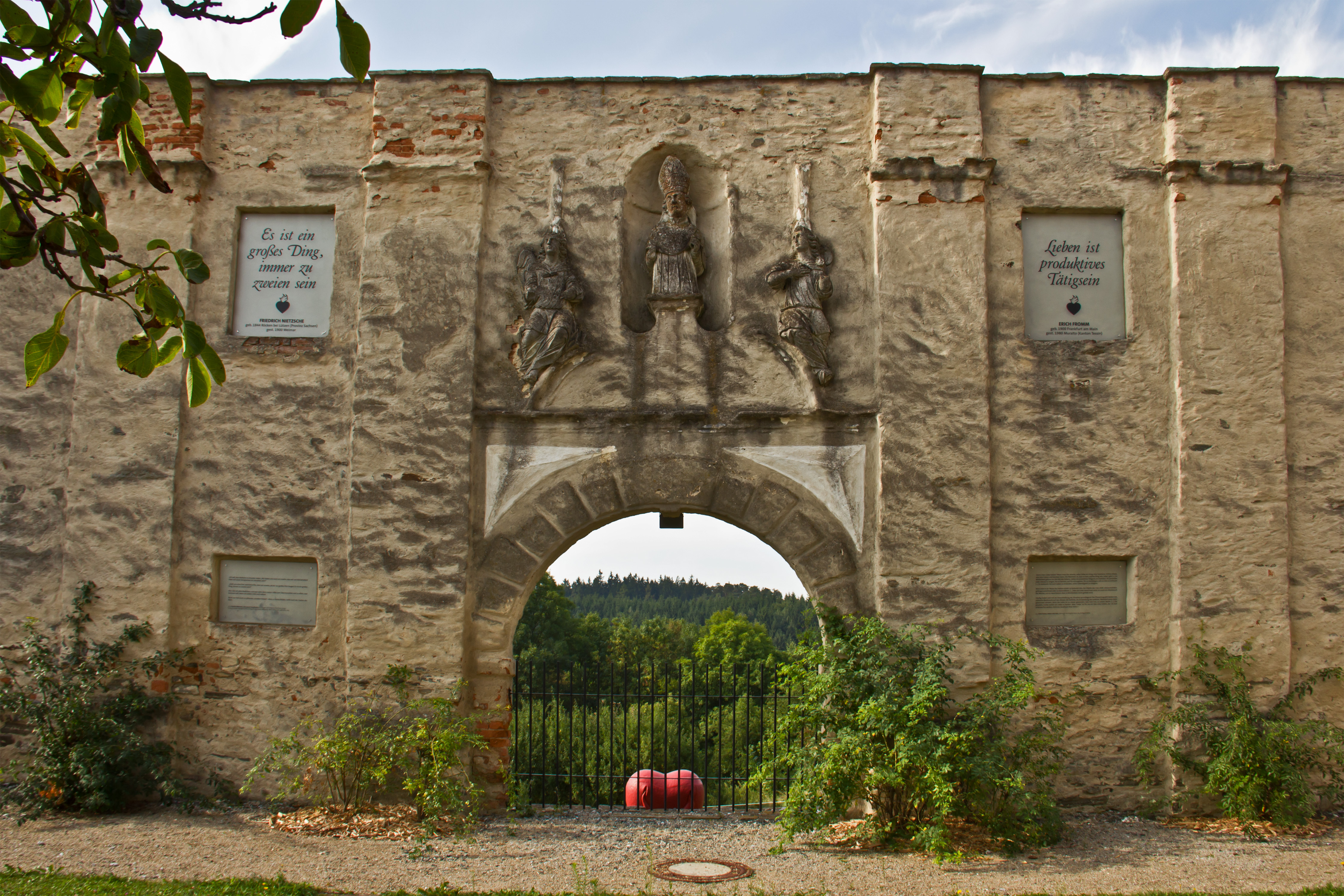
Jižní zeď kláštera Pernegg